# Fantasía Bética
Fantaisie bétique
La Fantasía Bética (ou Fantaisie bétique) est une œuvre pour piano de Manuel de Falla composée en 1919.
Le terme bétique vient du latin et désigne l'Andalousie. Son écriture est postérieure aux grandes œuvres de musique de scène du musicien (le Tricorne, La Vie brève…), qui n'écrivit que relativement peu pour le piano.
Il s'agit d'une commande d'Arthur Rubinstein mais ce dernier apprécia relativement peu la partition, considérée comme plus austère que les œuvres précédentes, même si le flamenco y est fortement présent. La première fut donnée par le pianiste à New York en 1920 qui ne l'inscrivit plus ensuite dans son répertoire.
L'exécution de l'œuvre demande un peu moins d'un quart d'heure.

## Discographie
- Alicia De Larrocha, EMI
- Gonzalo Soriano, EMI
- Jean-François Heisser, Mirare